# Keniter
Bei den Kenitern (hebr.: קינים) handelte es sich um einen nomadischen Stamm wahrscheinlich aus dem Ostjordanland und im Negev, der mehrfach in der Bibel erwähnt wird. Laut Num 24,21  war Kain ihr Stammvater. 
Gen 15,19  rechnet die Keniter zu den elf vorisraelitischen Völkern, deren Land („vom Grenzbach Ägyptens bis zum [...] Euphrat“) den Nachkommen Abrahams versprochen wird. In der sehr ähnlichen Liste der sieben Völker, die die Israeliten nach dem Einzug ins Gelobte Land der Vernichtung weihen sollen (Dtn 7,1 ), fehlen sie hingegen.
Num 10,29–32  berichtet von Hobab, dem Sohn von Moses Schwiegervater, dem Midianiter Reguel (=Jitro). Hier bittet Mose seinen Schwager wegen seiner guten Ortskenntnisse darum, die Israeliten bei ihrem Zug vom Berg Sinai durch die Wüste zu führen. Anscheinend kam Hobab der Bitte, nach anfänglichem Zögern, nach.
In Ri 1,16  wird nun erwähnt, dass es sich beim Schwiegervater des Mose um einen Keniter handelte, und dass seine Söhne, nach dem Tod des Josua als Verbündete des Stammes Juda, an der Landnahme Israels beteiligt waren. Danach trennten sich die Keniter jedoch wieder von diesen und zogen in das Gebiet der Amalekiter. Da Moses Schwiegervater ansonsten als „Priester in Midian“ betitelt wird (unter dem Namen Reguel in Ex 2,18 , ansonsten unter dem Namen Jitro) hält man die Keniter für eine Untergruppe, oder einen Clan der Midianiter.
Ri 4,11  berichtet von dem Keniter Heber, „der sich von Kain, von den Söhnen Hobabs, des Schwiegervaters des Mose, getrennt hatte“. Seine Frau Jaël tötete laut Ri 4,17–24  den Feldherren Sisera aus Hazor, indem sie ihm mit einem Schmiedehammer einen Zeltpflock durch die Schläfe trieb. Das Deborahlied preist die Tat der Jael (Ri 5,24–27 ). Besonders auf diesen Text stützt sich die Vorstellung von den Kenitern als einem Clan von nomadischen Schmieden.
Laut 1 Sam 15,6  schickte König Saul den Kenitern eine Warnung, bevor er die Amalekiter angriff, und gab ihnen die Gelegenheit das Gebiet rechtzeitig zu verlassen, „denn ihr habt euch gegenüber allen Israeliten freundlich verhalten, als sie aus Ägypten heraufzogen.“ Da Saul ebenfalls den König Agag verschonte, und nicht alles Vieh dem Untergang weihte, verlor er die Gunst des „Königsmachers“ Samuel, der sich daraufhin dem jungen David zuwandte.
1 Chr 2,55  erwähnt kenitische Sippenverbände, die „von Hammat, dem Vater von Bet-Rechab, stammten.“ Sie lebten anscheinend unter den Nachkommen Kalebs im Stamm Juda. Demnach handelte es sich auch bei den Rechabitern, die sich auf Jonadab, den Sohn Rechabs, zurückführten, um Verwandte der Keniter. Der Prophet Jeremia lobt in Jer 35,1–19  die Rechabiter für ihren Gehorsam gegen die Gebote ihres Ahnherren, der ihnen den Genuss von Wein verboten hatte, sowie die sesshafte Lebensweise mit Acker- und Weinbau. (Vgl.: Jabal, den Stammvater aller „die in Zelten und beim Vieh wohnen“, und sein Halbbruder Tubal-Kain, der „die Geräte aller Erz- und Eisenhandwerker schmiedete“).